# Rat prije rata
Rat prije rata je hrvatska igrano-dokumentarna serija od deset nastavaka u trajanju od po 50 minuta iz 2018. godine, redatelja Miljenka Manjkasa. Završni prizori snimljeni su u Tkalčićevoj rujna 2017. godine.
Serija govori o tajnome obavještajno-političkom ratu jugoslavenskih obavještajnih služba tijekom 1980-ih te početkom 1990-ih godine. Seriju snima produkcijska tvrtka Intermedia grupa za Hrvatsku radioteleviziju (HRT). Obuhvaća razdoblje od smrti Josipa Broza Tita do proglašenja hrvatske neovisnosti. Epizode se bave temama poput atentata na Brunu Bušića i Nikolu Štedula, Memoranduma SANU, osnivanja Hrvatske demokratske zajednice (HDZ) na zagrebačkome Jarunu, planova nekadašnje jugoslavenske vojske o općemu napadu na Republiku Hrvatsku, tajnoga uvoza oružja za obranu domovine uoči srpske agresije, uhićenja generala Milana Aksentijevića, proboja za Vukovar u listopadu 1991. godine, tajnoga sastanka Ivice Račana s generalima Jugoslavenske narodne armije (JNA), osnivanja Miloševićevih vlastitih oružanih postrojba, eksplozije u zagrebačkoj židovskoj općini te pitanja tko je i kako naoružavao pobunjene Srbe u Republici Hrvatskoj te ostale dramatične događaje iz tog razdoblja.
Cilj je uz pomoć sudionika zbivanja i povjesničara te igranih prizora s glumcima vjerno dočarati zbivanja u posljednjemu desetljeću SFRJ netom prije njezina sloma i raspada. Agresija Srbije na Hrvatsku i Bosnu i Hercegovinu je poznata. Film nastoji ispraviti ono što se danas često zaboravlja što je prethodilo agresiji, a nakon smrti Josipa Broza Tita. Bilo je to razdoblje preslagivanja u jugoslavenskim tajnim službama. KOS, ondašnja vojna obavještajna služba počinje se miješati u rad civilnih tajnih služba, pod upravom SKJ. Iz toga se rađa sukob.
Prikazane su brojne poznate povijesne osobe:
- Dražen Kühn glumi prvoga hrvatskog predsjednika dr. Franju Tuđmana
- Željko Königsknecht glumi Slobodana Miloševića, srbijanskog predsjednika
- Zijad Gračić glumi predsjednika Predsjedništva Socijalističke Federativne Republike Jugoslavije (SFRJ) Borisava Jovića
- Stojan Matavulj glumi Veljka Kadijevića, ministra obrane SFRJ
- Dinko Čutura glumi Ivicu Račana, čelnika SKH-SDP
- Slaven Knezović glumi Blagoja Adžića, zapovjednika JNA
- Vinko Kraljević glumi Josipa Perkovića, djelatnika UDBE 1980-ih
- Žarko Potočnjak glumi Josipa Boljkovca, hrvatskog ministra unutarnjih poslova
- Ranko Zidarić glumi Jovana Raškovića, osnivača separatističke Srpske demokratske stranke
- u ostalim ulogama: Goran Grgić, Boris Svrtan i brojni drugi.

Pomoćnik redatelja je Val Kurtin, direktor fotografije Mario Marko Krce, a za scenografiju je zadužen Ivan Ivan. Urednik igrano-dokumentarne serije je Vladimir Brnardić.

## Epizode
- TVProfil.com: Rat prije rata - Epizode